# Risoluzione 414 del Consiglio di sicurezza delle Nazioni Unite
La risoluzione 414 del Consiglio di sicurezza delle Nazioni Unite, adottata il 15 settembre 1977, dopo aver ascoltato il Rappresentante permanente della Repubblica di Cipro, ha espresso la preoccupazione per i recenti sviluppi nel paese, in particolare nell'area di Famagosta. Ha preso atto dell'urgenza di progressi su un accordo di pace, riaffermando le risoluzioni 365 (1974), 367 (1975) e la risoluzione dell'Assemblea generale 2312 (1974).
Il Consiglio ha chiesto al Segretario generale di continuare a monitorare la situazione.
La delibera è stata adottata senza votazione.